# Swingtime Again
Swingtime Again är ett musikalbum från 1998 med Alice Babs. Dessutom medverkar Charlie Norman och Anders Berglund Big Band.

## Inspelning
Inspelningen gjordes i Atlantis Studio i Stockholm mellan den 31 augusti och 5 september 1998. Det var då nästan 18 år sedan Alice Babs senast gjort skivinspelningar.

## Utgåvor
Originalutgåvor på CD, RCA Victor 74321 62363 2, och kassettband har följts av digital nedladdning. År 2009 ingick Swingtime Again i den då utgivna CD-samlingen 3 Original Album Classics.

## Låtlista
1. Me and You (Duke Ellington) – 2'38
2. It's Wonderful (Stuff Smith / Mitchell Parish) – 4'28
3. Sugar (George Meyer / Joseph Young) – 4'18
4. I Let a Song Go Out of My Heart (Ellington / Irving Mills / Henry Nemo / John Redmond) – 2'49
5. Our Love is Here to Stay (George Gershwin / Ira Gershwin) – 4'46
6. A Sailboat in the Moonlight (Guy Lombardo / John Jacob Loeb) – 5'07
7. Swing it Magistern (Kai Gullmar / Hasse Ekman) – 1'54
8. I Don't Mind (Ellington / Billy Strayhorn) – 4'35
9. Who's Got the Other Half of Heaven (Povel Ramel) – 1'54
10. Regntunga skyar (Thore Ehrling / Eskil Eckert-Lundin / Ekman) – 3'49
11. I'm Checkin' Out Go'om Bye (Ellington) – 4'19
12. Don't Get Around Much Anymore (Ellington / Bob Russell) – 3'26
13. Drop Me off in Harlem (Ellington / Nick Kenny) – 4'14
14. Bluer Than Blue (Lill Harding / Avon Long) – 4'19

## Singlar från albumet
- Regntunga skyar / Swing it magistern (1998, CD - Promo)

## Medverkande
- Alice Babs – sång
- Charlie Norman – piano[4]
- Anders Berglund - orkesterledare, arrangör, keyboards, percussion
- Per "Ruskträsk" Johansson - saxofon, tvärflöjt (solo spår 10)
- Jan Kling - saxofon
- Karl-Martin Almqvist - tenorsaxofon (solo spår 11)
- Erik Häusler - saxofon
- Alberto Pinton - saxofon
- Hans Dyvik - trumpet
- Mikael Sörensen - trumpet
- Jonas Lindeborg - trumpet
- Bosse Broberg - trumpet (solo spår 1, 4, 11, 13)
- Olle Holmqvist - trombon (solo spår 8)
- Anders Norell - trombon
- Andreas Carpvik - trombon
- Magnus Olsson - trombon
- Putte Wickman - klarinett (solo spår 3, 12)
- Kjell Öhman - Hammond B3, piano
- Jan Adefelt - bas
- Lasse Persson - trummor
- Mikael Råberg - arrangör

## Listplacering
| Lista (1998-1999) | Topplacering |
| ----------------- | ------------ |
| Sverige           | 12           |

### Fotnoter
1. ↑  Zackrisson, Lasse: "A complete discography of all Alice Babs recordings 1939-2002" (CD-ROM), Vax Records, Vaxholm, 2010.
2. ↑  ”Svensk mediedatabas”. http://smdb.kb.se/catalog/id/001536851. Läst 24 maj 2013.
3. ↑  ”Svensk mediedatabas”. http://smdb.kb.se/catalog/id/001517843. Läst 24 maj 2013.
4. ↑  Omslag "Swingtime Again", RCA Victor 74321 62363 2, BMG Sweden AB.
5. ↑  ”Listplacering”. http://hitparad.se/showitem.asp?interpret=Alice+Babs&titel=Swingtime+Again&cat=a. Läst 25 september 2011.